# Rogue One: una historia de Star Wars
Rogue One: una historia de Star Wars (título original: Rogue One: A Star Wars Story), o simplemente Rogue One, es una película estadounidense de space opera de 2016 dirigida por Gareth Edwards y escrita por Chris Weitz y Tony Gilroy, con una historia de John Knoll y Gary Whitta. Producida por Lucasfilm y distribuida por Walt Disney Studios Motion Pictures, es la primera película autónoma de la serie Star Wars Anthology y precuela de Una nueva esperanza. Rogue One cuenta con un elenco conformado por Felicity Jones, Diego Luna, Ben Mendelsohn, Donnie Yen, Mads Mikkelsen, Alan Tudyk, Riz Ahmed, Jiang Wen y Forest Whitaker. Ambientada una semana antes de Una nueva esperanza, la trama sigue a un grupo de rebeldes que se unen para robar planos de la Estrella de la Muerte, el arma definitiva del Imperio Galáctico. Detalla la primera victoria efectiva de la Alianza Rebelde contra el Imperio, mencionada por primera vez en el texto de apertura de esa película.
La fotografía principal comenzó en Elstree Studios cerca de Londres a principios de agosto de 2015 y se terminó en febrero de 2016, con reanudaciones y filmaciones adicionales que tuvieron lugar a mediados de junio de 2016. Con un presupuesto de producción estimado de al menos 220 millones de dólares, es una de las películas más caras jamás realizadas.  
Rogue One se estrenó en Los Ángeles el 10 de diciembre de 2016 y fue lanzada en los Estados Unidos ese mismo día. La película recibió críticas positivas con elogios por su actuación, historia, imágenes, partitura musical, cinematografía y el tono más serio en comparación con las películas anteriores de Star Wars, pero criticado por su ritmo, personajes y recreaciones digitales de Peter Cushing y Carrie Fisher. Recaudó más de mil millones de dólares a nivel mundial lo que la convierte en la vigésima película más taquillera de todos los tiempos y la segunda película más taquillera de 2016 durante su presentación en cines, además recibió dos nominaciones a los Premios de la Academia, en las categorías de Mejor Sonido y Mejores Efectos Visuales. 
Una serie precuela de la película, Andor, siguiendo al personaje de Luna, se emitió en 2 temporadas en Disney + entre 2022 a 2025.

## Argumento

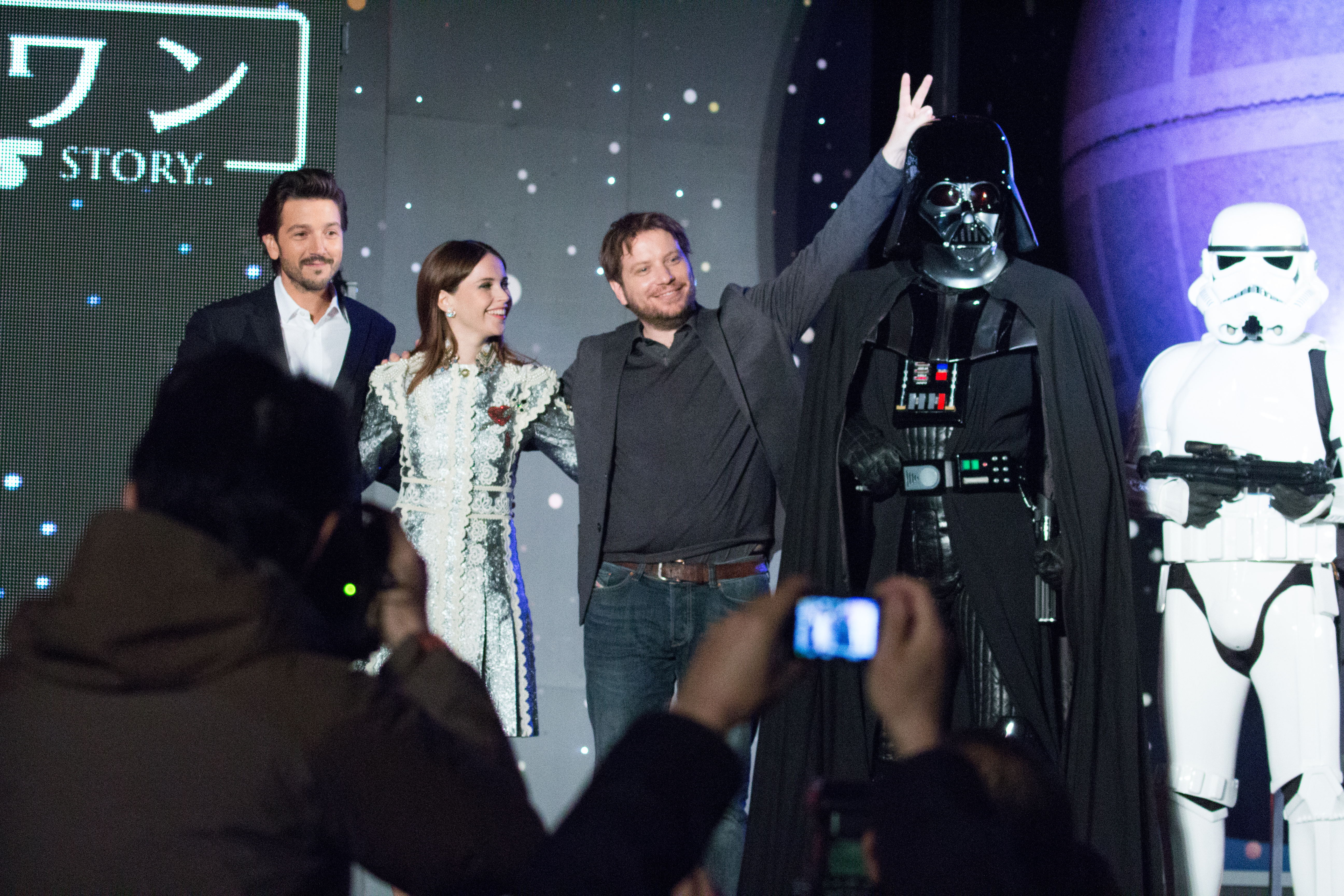
Los actores Diego Luna y Felicity Jones, junto con el director Gareth Edwards, en la premier de la película.

Galen Erso (Mads Mikkelsen) vive junto a su esposa Lyra (Valene Kane) y su hija Jyn en el planeta remoto Lah'mu. Un día aterriza el director imperial Orson Krennic (Ben Mendelsohn) con sus tropas e intenta, por la fuerza, hacer que Galen, que en el pasado fue un eminente científico, trabaje nuevamente para el Imperio Galáctico en la construcción de una nueva arma secreta. Pese a las indicaciones de Galen de huir del lugar, Lyra intenta defenderlo y logra herir al oficial Krennic, pero ella resulta ser asesinada en esta maniobra. Jyn logra esconderse en una cueva y es rescatada luego por Saw Gerrera (Forest Whitaker), un prominente luchador rebelde y amigo de sus padres. Por otro lado Galen, es obligado en contra de su voluntad a unirse nuevamente a las filas del Imperio Galáctico para colaborar en la construcción de una nueva arma.
Quince años después de aquel incidente, un joven llamado Bodhi Rook (Riz Ahmed), que resulta ser un piloto desertor de las filas del Imperio, logra filtrar un mensaje en forma de holograma, en el cual Galen habla de una nueva super-arma del Imperio (la Estrella de la Muerte) que está siendo construida. Poco después, llega a la luna sagrada del planeta Jedha para entregarlo a Saw, el cual llega a recibir dicho mensaje, sin embargo y debido a los múltiples trastornos y paranoias que sufre, Saw asume que Bodhi es un espía imperial y trabaja como un doble agente y con órdenes de ejecutarlo, hasta que al final admite que es cierta su deserción, pero lo mantiene cautivo en su base por seguridad. Mientras tanto, una ahora joven mayor Jyn Erso (Felicity Jones) se encuentra capturada por el Imperio en un campo de concentración de trabajos forzados en el planeta Wobani, hasta que es rescatada por un pequeño grupo de rebeldes dirigidos por Ruescott Melshi (Duncan Pow) y el droide imperial reprogramado K-2SO (voz de Alan Tudyk) para ser llevada con la Alianza Rebelde. Mientras tanto en un planeta distante el joven rebelde llamado Cassian Andor (Diego Luna) se encuentra con un informante enviado por Saw Gerrera donde se entera de la existencia de la suprema arma, sin embargo Cassian se ve forzado a ejecutar al informante, para evitar que lo capturen las patrullas imperiales cercanas, ya que este informante se encontraba en estado de pánico de que lo descubrieran, por otro lado Jyn es trasladada al planeta Yavin IV, donde se encuentra ubicada la base de operaciones de la Alianza Rebelde, la cual es dirigida por la senadora Mon Mothma (Genevieve O'Reilly) y el senador Bail Organa (Jimmy Smits). Resulta que la Alianza Rebelde buscaba usar la ayuda de Jyn para lograr una reunión con Saw, ahora separado de la rebelión por su extremismo y así poder establecer contacto con su padre y extraerlo antes de que logre terminar la construcción de la Estrella de la Muerte, sin embargo y a espaldas del consejo Rebelde y de Jyn, el general Davits Draven le ordena en secreto a Cassian que ejecute a Galen si tiene oportunidad y que no lo rescataran, ya que según el general así evitarían que la construcción de la nueva arma se completase.
Momentos después Jyn, Cassian y su droide K-2SO llegan a la luna sagrada de Jedha, donde se concentra una insurgencia armada contra el Imperio, conocida como los Partisanos. Con la ayuda del guerrero llamado Chirrut Îmwe (Donnie Yen) el cual es ciego y a pesar de no ser un Jedi sabe mucho sobre la Fuerza y es un fiel creyente de esta y su amigo Baze Malbus (Jiang Wen) quien esta armado con un potente rifle blaster, se enfrentan a las tropas imperiales en las calles de la ciudad sagrada, pero después de vencer a las fuerzas imperiales inmediatamente todos son apresados y capturados por los Partisanos. Tras esto Jyn y los demás son trasladados al escondite de Saw, quien mantiene cautivo a Bodhi. Al llegar ahí Saw se sorprende de ver a Jyn nuevamente después de tanto tiempo, pero Jyn en un principio se comporta algo antipática con Saw ya que este la abandonó cuando tenía 16 años, Saw en su defensa le menciona que tuvo que hacerlo porque en ese entonces sus subordinados comenzaban a sospechar que ella era la hija de un científico del Imperio Galáctico y que si descubrían eso último la usarían como señuelo, Saw le menciona además que jamás hubiera permitido que sus subordinados hicieran eso, ya que este nunca se perdonaría a sí mismo si algo le llegaba a pasar a Jyn. Tras aclarar sus diferencias entre ambos, Saw inmediatamente le muestra a Jyn el holograma que le enviaron previamente, en el cual Galen le pide perdón a su hija Jyn por todo lo que había sufrido años atrás y le menciona lo mucho que las extraña a ella y a su madre y que el hecho de perderlas a las dos fue lo más doloroso en su vida, también le explica que su trabajo para el Imperio con la construcción de la nueva arma no lo hace voluntariamente. Además de ello, Galen les explica también que construyó a propósito un punto débil en la Estrella de la Muerte, mediante el cual se puede lograr la falla inmediata y absoluta de todos los sistemas y posiblemente hasta la destrucción de esta última. Adicionalmente, Galen menciona en su mensaje, que los planos de construcción de la Estrella de la Muerte se encuentran escondidos en una base militar y ciudadela del Imperio ubicada en el planeta Scarif.
Mientras tanto, el gobernador Wilhuff Tarkin (Guy Henry) se encuentra con Krennic en la Estrella de la Muerte, pues la competencia y habilidad de este último es puesta en duda por Tarkin, debido a lo complejo que ha sido el proyecto de la nueva arma. A manera de demostración, Krennic ordena disparar el superláser de la Estrella de la Muerte a potencia limitada de un reactor contra la ciudad sagrada de Jedha y la destruye por completo. El impacto del láser causa una gigantesca explosión nuclear que aniquila todo lo que está en un rango de cientos de kilómetros a la redonda, alzándose hasta el espacio exterior. Por otro lado y con la onda expansiva de la explosión nuclear acercándose a su posición, Cassian, Bodhi, Chirrut y Baze consiguen escapar de su prisión a tiempo, donde rápidamente Cassian le ordena a los otros que corran a la nave piloteada por el droide K-2SO, mientras que este decide ir a buscar a Jyn para salir rápido del lugar. Al llegar a donde ambos están, Cassian le menciona a Jyn que es tiempo de irse del lugar, esta última le pide a Saw que los acompañe, pero Saw decide quedarse argumentando que ya no correrá más y le pide a Jyn que huya con el joven rebelde para que mantenga viva la esperanza de la galaxia y salve a la Rebelión, posteriormente Jyn y Cassian abordan la nave y huyen del lugar, mientras que Saw se acerca a la ventana y observa como la colosal onda expansiva se aproxima al lugar, en eso Saw decide quitarse el soporte vital que lo mantenía vivo y termina muriendo. Debido a la presión del tiempo y el peligro que se avecinaba, Jyn no consigue traer la grabación del holograma de su padre y con Saw muerto, ahora Jyn es la única persona que ha visto dicha grabación y sabe exactamente lo que hay que hacer. Mientras tanto en la estación de combate, Tarkin queda impresionado con el inmenso poder destructivo de la Estrella de la Muerte y decide remover a Krennic del proyecto tomando él mismo la jefatura de la estación, todo esto bajo el pretexto de la deserción de Bodhi y de que el mismo había sido enviado desde el planeta Eadu, instalaciones imperiales bajo la supervisión de Galen Erso, por lo cual Krennic decide ocuparse del asunto.
Con la esperanza de que el grupo de rebeldes rescate a su padre, Jyn cuenta a todos lo visto en el holograma, sin embargo, Cassian no le cree y sigue adelante, persiguiendo secretamente el objetivo de asesinar a Galen. Siguiendo una indicación del holograma de Galen, los rebeldes llegan al planeta Eadu, un centro de investigaciones de nuevas tecnologías del Imperio. En este lugar, los rebeldes presencian casualmente el encuentro de Galen, Krennic y otros ingenieros al mando de Galen en una plataforma. Rápidamente el mismo Krennic les informa a todos los presentes que hay un traidor entre ellos que ha estado sacando información acerca del proyecto Estrella de la Muerte y se la ha estado enviado a la Alianza Rebelde y en primera instancia culpa a los ingenieros de Galen. Pero cuando Krennic amenaza de muerte a todos los ingenieros por no revelar quien es el traidor, Galen salta en defensa de ellos y confiesa que ha sido él mismo el que ha filtrado información hacia el exterior. A pesar de su intento por proteger a sus compañeros con su confesión, el mismo Krennic le ordena a sus tropas abrir fuego de todas formas y ejecutan a todos a los ingenieros. En ese momento, Jyn logra llegar a la plataforma y Cassian se ubica con un rifle de largo alcance para asesinar a Galen, pero finalmente elige no hacerlo.
Justo cuando Krennic está por ocuparse de Galen, un escuadrón de naves rebeldes emprende un ataque en la plataforma, debido a lo cual Galen resulta mortalmente herido y Krennic huye en una nave del Imperio. Galen muere en los brazos de su hija, a quien Cassian termina obligando a huir dejando atrás el cadáver de su padre. Durante el viaje de regreso a Yavin IV, a bordo de una lanzadera imperial robada, Jyn encara a Cassian tras enterarse de su verdadero cometido, el de matar a su padre, sin embargo Cassian trata de escudarse diciendo que pudo haber apretado el gatillo y haber matado a Galen si hubiera querido hacerlo, pero que en última instancia se arrepintió de hacer tal cosa y le recuerda a Jyn que ella no es la única que lo ha perdido todo en esta guerra. Mientras tanto, Krennic se dirige al castillo de Darth Vader (Spencer Wilding/James Earl Jones) en el planeta Mustafar, tratando de ganar su apoyo y reconocimiento al solicitar una audiencia con el Emperador Palpatine, sin embargo Darth Vader lo critica por su falta de progreso especialmente por la destrucción de la ciudad sagrada de Jedha y el ataque a la instalación imperial en el planeta Eadu, aunque Krennic trata de escudarse diciendo que lo que pasó en la ciudad sagrada de Jedha fue por sugerencia del gobernador Tarkin para el ensayo del arma; sin embargo Darth Vader le cuestiona que no lo convocó para escuchar sus quejas y le informa que el proyecto Estrella de la Muerte ha sido encubierto ante el Senado Imperial, ya que el Imperio Galáctico se ha encargado de informarles a los senadores imperiales que Jedha supuestamente había sido destruida en un accidente de minería, también le aconseja a Krennic que no descanse hasta que pueda asegurarle al Emperador Palpatine que Galen Erso no ha comprometido el arma en absoluto. Posteriormente el director le pregunta a Darth Vader si este aún está al mando del proyecto y si le informará al Emperador Palpatine de su solicitud, sin embargo el propio Darth Vader estrangula a Krennic con la Fuerza por faltarle el respeto y desestima su apelación, donde también le advierte a Krennic diciendo: "¡Cuide que sus aspiraciones no lo ahoguen, director!". Posteriormente Darth Vader se retira de la escena y suelta al director Krennic, dejando a este último pensativo y bastante aterrado por la advertencia del despiadado lord Sith. 
Mientras tanto en Yavin IV, la Alianza Rebelde inicia una reunión de emergencia sobre la situación actual, ya que aunque Galen Erso está muerto, la Estrella de la Muerte ya está totalmente operativa y no saben qué hacer para contrarrestar esta amenaza, también reprenden fuertemente al general Davits Draven por atacar la base imperial del planeta Eadu sin la autorización de la cúpula rebelde, por su parte, Jyn en medio de la audiencia con la Alianza Rebelde les propone un plan para robar los planos técnicos del arma que se encuentran en la Base y Ciudadela Imperial ubicada en el planeta Scarif, ya que si no lo hacen, estarán condenando a toda la galaxia a una eternidad de sumisión y que cada paso que dan es un camino a las cenizas de Jedha. Sin embargo la gran mayoría de los rebeldes, incluyendo la cúpula de la Alianza, no aceptan el plan propuesto por Jyn y se resignan a la imposibilidad de derrotar al Imperio, rechazando oficialmente el plan de atacar la Ciudadela, donde también plantean la opción de iniciar la inmediata rendición y pedir clemencia ante el Imperio Galáctico para que no se tomen represalias contras sus planetas y sistemas. Tras la reunión, Jyn se retira bastante molesta por la decisión tomada por la Cúpula Rebelde y planea intentar huir a buscar un refugio, sin embargo un muy arrepentido Cassian, acompañado por K-2SO, Bodhi, Chirrut, Baze, Melshi y un grupo de rebeldes están dispuestos a apoyar a Jyn en su plan, ya que según Cassian todos y cada uno de los voluntarios han hecho cosas terribles en pro de la Alianza Rebelde y que ninguno de ellos jamás se perdonarían si se rindieran ahora. 
Los rebeldes abordan la nave imperial robada, se camuflan como una cuadrilla imperial bajo el nombre de «Rogue One» y toman rumbo al planeta Scarif, mientras tanto la senadora Mon Mothma habla a solas con el senador Bail Organa sobre lo que harán ahora, ya que a diferencia de los demás miembros de la cúpula de la Alianza Rebelde, ella sí confía en Jyn, pero Bail por su parte decide volver a su planeta natal Alderaan para informarle a su pueblo de las malas noticias y que deberán prepararse para lo peor, además le menciona a Mothma que toda ventaja que sea en beneficio de la Alianza Rebelde será bienvenida, por otro lado Mothma le pregunta a Bail si también llamara a su amigo el Jedi y Bail le comenta que este amigo sirvió firmemente en la Guerra de los Clones y que ha vivido exiliado desde la Purga Jedi perpetrada por el Emperador Palpatine y está de acuerdo con llamarlo, entonces Mon Mothma le dice que necesitará una persona de confianza para que vaya por él y Bail le menciona que conoce a alguien a quien le confiaría su vida para realizar dicha misión. Mientras tanto el grupo «Rogue One» llegan hasta la órbita del planeta Scarif donde primero esperan obtener el permiso para atravesar el escudo atmosférico por parte de los oficiales imperiales que custodian la entrada y donde también detectan su llegada al planeta y les piden sus códigos de acceso, pero a pesar de las dudas de que el código funcione, estos consiguen que los oficiales aprueben el acceso para atravesar el escudo y se disponen a entrar al planeta. Al entrar a la superficie del planeta, Jyn y Cassian observan las instalaciones imperiales y empiezan a idear un plan antes de aterrizar en la base, momentos después Jyn observa que todos los voluntarios están nerviosos por la misión suicida que están a punto de llevar a cabo y los motiva a todos diciendo: "Saw Guerrera solía decir que un combatiente con una vara y nada que perder, tenia el día ganado", además de ello agrega que el Imperio no espera que el grupo llegue a la base y que al aterrizar correrán el siguiente riesgo y los que vengan hasta que logren su objetivo o todos mueran en el intento, por otro lado Cassian ordena a Melshi, Baze y Chirrut que vayan a otras zonas de la base imperial y coloquen explosivos en puntos estratégicos con el fin de distraer las patrullas imperiales cercanas y que traten de mantenerlos lo más lejos posible de la salida y alejen a tantos Stormtroopers como puedan de la zona de la nave y hagan parecer que diez voluntarios rebeldes parezcan cientos para el imperio, por su parte Bodhi pregunta a Cassian qué hacer y Cassian le indica que se quede dentro de la nave con el motor encendido, ya sea que tengan éxito o no en recuperar los planos de la Estrella de la Muerte, Bodhi es su único boleto de salida. En el transcurso de esta maniobra, surge una fuerte batalla, cuyas dimensiones aumentan cuando aparece la Flota de la Alianza, dirigida por el almirante Raddus (Paul Kasey) y el piloto Antoc Merrick (Ben Daniels). Sin embargo, pocas naves rebeldes logran ingresar al interior del planeta Scarif antes de que el escudo sea cerrado. La batalla en tierra se complica con la llegada de caminantes imperiales AT-AT y la muerte de muchos soldados rebeldes, entre ellos Melshi y Merrick, este último cuando su X-Wing es derribado en el aire por un caza imperial.
Por otro lado, Jyn y Cassian entran disfrazados como oficiales imperiales a la sala de archivos de la base militar, mientras el robot K-2SO protege la entrada a esta sala, armado con un blaster. Jyn logra tomar el medio de almacenamiento donde se encuentran los planos de la Estrella de la Muerte, según las instrucciones de su padre. Sin embargo, un grupo de tropas imperiales se acercan al lugar por lo que el droide K-2SO decide sellar la entrada y se sacrifica para contener a las tropas imperiales y ganar tiempo para que sus compañeros encuentren otra salida. Krennic llega a la base y localiza a los rebeldes, incapacitando a Cassian mientras Jyn logra salir del complejo con el fin de transmitir los planos a la flota. Chirrut y Baze se sacrifican para activar el interruptor principal, lo que permite a Bodhi avisar a la flota de la necesidad de apagar el escudo para recibir la transmisión con los planos del arma, justo antes de que una granada entre a su nave y explote, matándolo.
Finalmente, Krennic encuentra a Jyn en el exterior del complejo militar, pero es salvada por Cassian, quien dispara y hiere a Krennic, poco después de que el director se entere de la existencia de un punto débil en la estación. Mientras tanto en el espacio exterior, los cazas rebeldes disparan torpedos de iones contra uno de los cruceros imperiales que custodiaban el planeta y lo dejan deshabilitado, momento que el almirante Raddus aprovecha para usar una corbeta Hammerhead de la Alianza Rebelde, para hacer que esta última golpee deliberadamente el costado derecho del crucero imperial inhabilitado y comience a empujarlo hasta hacerlo chocar contra del otro crucero imperial y los destruyen, gracias a este acto de la alianza, los restos del crucero imperial destruido inmediatamente se estrellan contra la base de operaciones que controla el escudo planetario y consiguen desactivarlo, para que momentos después Jyn pueda transmitir los planos de la Estrella de la Muerte hacia la nave insignia de la flota rebelde de Raddus, el Profundidad. Desafortunadamente la Estrella de la Muerte llega a la órbita del planeta, el Gobernador Tarkin ordena disparar a potencia limitada de un reactor contra la base de Scarif, destruyendo instantáneamente la antena de transmisión y toda la base imperial (y a Krennic con ella) con tal de evitar el robo de los planos por parte de los rebeldes, pero ya es demasiado tarde. Por otro lado, Jyn y Cassian se reconcilian y logran escapar del complejo militar, pero como no tienen una nave para salir del planeta, mueren abrazados en la playa del complejo tras ser alcanzados por la onda expansiva de la explosión provocada por el arma. 
La flota rebelde, tras recibir los planos de la Estrella de la Muerte, se prepara para iniciar la retirada del sistema y regresar al planeta Yavin IV, solo algunas naves pueden saltar al hiperespacio antes de ser interceptados por una escuadra de destructores imperiales comandada por el mismo Darth Vader, el cual sale del hiperespacio frente a ellos en su destructor imperial y destruye un gran número de naves rebeldes y deja incapacitada la fragata, el Profundidad. En ese momento, un oficial de la nave le anuncia a Darth Vader que han logrado inutilizar la nave insignia rebelde, pero también le informa que la misma recibió una transmisión del planeta minutos antes de su llegada, por lo que les ordena preparar su escuadrón de abordaje para encargarse del asunto personalmente. Mientras la nave de abordaje Imperial se acerca, los soldados rebeldes a bordo del Profundidad consiguen copiar la información de los planos de la Estrella de la Muerte en una tarjeta de memoria y comienzan la inmediata evacuación de la nave, justo en ese momento la nave es abordada por Darth Vader quien masacra a todos los soldados rebeldes en su camino con su sable de luz rojo, en su intento por recuperar la tarjeta de memoria que contiene los planos del arma, sin embargo, los soldados rebeldes restantes logran escapar con los planos a bordo de la corbeta Tantive IV. Mientras la corbeta Tantive IV se prepara para saltar al hiperespacio, la princesa Leia Organa (Ingvild Deila) recibe los planos y declara que son la esperanza de la rebelión. Concluido esto, la nave se pone en marcha y se aleja por el hiperespacio en dirección al planeta Tatooine.

## Reparto
- Felicity Jones como Jyn Erso,[3] una testaruda joven renegada empeñada en enfrentar al Imperio Galáctico. Acostumbrada a luchar por su cuenta, es reclutada por la Alianza Rebelde para una importante y desesperada misión.
  - Beau Gadsdon como Jyn Erso de niña.[4]
- Diego Luna como Cassian Andor,[5][6] un joven capitán Rebelde y oficial de inteligencia con experiencia en combate y una moralidad cuestionable, asignado para vigilar a Jyn en su misión.
- Ben Mendelsohn como el Director Imperial Orson Krennic,[5][7][8] un oficial con altas aspiraciones y responsable de mantener la seguridad del proyecto Estrella de la Muerte.
- Donnie Yen como Chirrut Îmwe,[5][8] un exmiembro de los Guardianes de los Whills. Pese a su ceguera, es un increíble luchador y un creyente en la Fuerza (aunque no es un Jedi).
- Mads Mikkelsen como Galen Erso,[8][9][10] el padre de Jyn e ingeniero militar del Imperio, reclutado para la construcción del superláser de la Estrella de la Muerte.[11]
- Alan Tudyk como K-2SO,[5][12][13][14] un droide de combate Imperial capturado y reprogramado por la rebelión. Debido a un fallo en su programación, dice todo lo que piensa.
- Riz Ahmed como Bodhi Rook,[15][16] un piloto Imperial desertor, quien es además experto en comunicaciones. Empleado por Galen Erso en su plan para sabotear al Imperio..
- Jiang Wen como Baze Malbus,[8][5] un asesino a sueldo y ex-Guardián quien a diferencia de su mejor amigo Chirrut Inwe ha perdido su fe en la Fuerza.
- Forest Whitaker como Saw Gerrera,[8] un veterano de la Guerra de los Clones,[5][17] que dirige una resistencia contra el Imperio conocida como "los Partisanos". Además, siendo un aliado de Galen Erso, adoptó y entrenó a Jyn Erso hasta su adolescencia.

Además, Ben Daniels interpreta al General Antoc Merrick, líder del escuadrón azul de cazas X-Wing rebeldes, Jonathan Aris interpreta al senador Nower Jebel, un ministro en la directiva rebelde Ian McElhinney al general Jan Dodonna, líder del grupo rebelde Massassi y Valene Kane a Lyra Erso, la madre de Jyn Erso. Genevieve O'Reilly, Jimmy Smits y Anthony Daniels retoman sus papeles de películas anteriores, como Mon Mothma, Bail Organa y C-3PO, respectivamente. James Earl Jones también repite su papel como la voz del Lord Sith Darth Vader, mientras que Vader es físicamente interpretado por Spencer Wilding y Daniel Naprous. Grand Moff Tarkin y Leia Organa son físicamente interpretados por Guy Henry e Ingvild Deila, respectivamente, con las similitudes digitales de Peter Cushing y Carrie Fisher utilizados en la representación. Nick Kellington aparece como Bistan, una criatura alienígena y miembro de la Alianza Rebelde mientras que Alistair Petrie fue elegido como el General Davits Draven de la Alianza Rebelde, Duncan Pow como el oficial de extracción rebelde Ruescott Melshi y Paul Kasey interpretó al almirante Raddus, quien dirige la flota de la Alianza. Warwick Davis interpreta a Weeteef Cyubee, un pequeño pero letal alienígena y miembro veterano de los Partisanos. El actor sueco Fares Fares interpreta al senador Vasp Vaspar. Jimmy Vee interpreta a R2-D2 reemplazando al legendario Kenny Baker. Rian Johnson y Ram Bergman, director y productor de Star Wars: Episodio VIII, respectivamente, tuvieron un cameo como dos técnicos de Estrella de la Muerte.

## Producción

### Desarrollo
El 30 de octubre de 2012, Walt Disney Pictures anunció la adquisición de LucasFilm por el precio de 4.000 millones de dólares. Más tarde, Robert Iger, director ejecutivo de Disney, anunció que se iban a hacer tres nuevos episodios de la saga Star Wars. En septiembre de 2013 se comunicó que de forma paralela a la película, se rodarían varios spin-offs de la saga centrados en determinados personajes. Rogue One es la primera película de la serie de antología Star Wars, una serie de películas derivadas independientes de la franquicia Star Wars.  John Knoll, supervisor de efectos visuales de la trilogía de precuelas, presentó la idea como un episodio de la serie no producida Star Wars: Underworld 10 años antes del desarrollo de la película en 2003, durante la producción del Episodio III en Sídney, desarrollando un borrador titulado "Destructor de mundos"; después de la adquisición de Disney, sintió que tenía que lanzarlo de nuevo o preguntarse para siempre "qué podría haber pasado si lo hubiera hecho".
En mayo de 2014, The Hollywood Reporter informó que Gareth Edwards dirigiría la película y que Gary Whitta escribiría el guion. Tras la filtración, LucasFilm emitió un comunicado confirmando el papel de Edwards. Un segundo artículo del portal cinematográfico informó que Chris Weitz había sido contratado para escribir un guion alternativo, tras haber sido rechazado el de Whitta.
Edwards dijo que el estilo de la película sería similar al de una película de guerra, afirmando: "Es la realidad de la guerra. Los buenos son malos. Los malos son buenos. Es complicado, en capas; un escenario muy rico en el que establecer un película."   Asumiendo que Disney no permitiría un final oscuro, Edwards hizo que los personajes principales sobrevivieran en la versión original del guion, pero los productores optaron por un final más trágico y nunca filmaron la versión original.
En mayo de 2016, surgieron informes de que la película se sometería a cinco semanas de nuevas tomas con Tony Gilroy escribiendo escenas adicionales, además de actuar como director de la segunda unidad con Edwards. Con el aporte de Edwards, Gilroy supervisó la edición y la fotografía adicional de la película que abordó varios problemas, incluido el final. En agosto, Gilroy recibió crédito de guion junto con Weitz y recibió $ 5 millones por su trabajo en la película.  Además, Christopher McQuarrie, Scott Z. Burns y Michael Arndt contribuyeron al guion en varias etapas de desarrollo.
En julio de 2016, al discutir si la película incluiría un texto de apertura, Kathleen Kennedy dijo: "Estamos hablando de eso, pero no creo que estas películas [de antología] tengan un texto de apertura". Edwards explicó que "se suponía que la película era diferente a las películas de la saga" y que "esta película nació de un rastreo... Existe la sensación de que si hacemos un rastreo, creará otra película". En noviembre de 2016, Kennedy confirmó que la película no presentaría un texto de apertura, sino que comenzaría "de una manera tradicional, solo con el título".
En la Star Wars Celebration de 2016, Edwards dijo que el título tenía tres significados: "un signo militar", refiriéndose al Escuadrón Rojo de A New Hope; "el 'pícaro'" de la franquicia, dado que es la primera película que no forma parte de la saga principal; y una descripción de la personalidad de Jyn Erso.

### Casting
The Hollywood Reporter también anunciaría, en enero de 2015, que Felicity Jones había sido elegida para protagonizar la película frente a otras candidatas como las hermanas Rooney y Kate Mara, o Tatiana Maslany, tras su interpretación en la película La Teoría del Todo, por la cual fue nominada al premio Óscar.
La empresa Disney decidió anunciar el 12 de marzo de 2015, la información sobre el título de la película, así como confirmar la participación de Chris Weitz y Felicity Jones en ella. Igualmente informó que el argumento de la película se basaba en una idea original de John Knoll, Director Creativo de Industrial Light & Magic. Él fue elegido como productor ejecutivo junto con Simon Emanuel y Jason McGatlin. Kathleen Kennedy y Tony To serían los productores y John Swartz, coproductor. En marzo de 2015, Deadline Hollywood reportó un rumor de que Ben Mendelsohn estaba siendo considerado para un papel principal. El próximo mes, TheWrap informó que Sam Claflin estaba en la mira para un papel, mientras que Riz Ahmed estaba en negociaciones para unirse a la película. En mayo, Mendelsohn, Ahmed y Diego Luna se sumaron al elenco de la película, en los papeles principales. Forest Whitaker se agregó al elenco en junio de 2015.  En julio de 2015, Jonathan Aris fue elegido para interpretar al senador Jebel.  Genevieve O'Reilly fue elegida como Mon Mothma, retomando su papel de Star Wars: Episodio III - La venganza de los Sith.  Se confirmó que James Earl Jones regresaría como la voz de Darth Vader en junio de 2016.

### Filmación
La fotografía principal de la película comenzó en Pinewood Studios,  Buckinghamshire, el 8 de agosto de 2015. Gran parte del resto de la fotografía se completó cerca de Pinewood Studios en Buckinghamshire, Reino Unido, donde se construyeron enormes decorados para complementar las escenas filmadas en otra parte del mundo.  La película se filmó con lentes Ultra Panavision 70 con cámaras digitales de gran formato 6K Arri Alexa 65.
Los lugares de rodaje se utilizaron en todo el mundo. En Islandia, el equipo filmó en Reynisfjara y alrededor de las montañas de Hjörleifshöfði y Hafursey en Mýrdalssandur , que se utilizaron para representar a Lah'mu y Eadu. También se utilizó el área de Krafla con su cráter volcánico  y alrededor de las formaciones rocosas del lago Mývatn .  Las islas de Gan y Baresdhoo del atolón Laamu en las Maldivas, así como el antiguo aeródromo de la RAF Bovingdon, se utilizaron para representar a Scarif. Wadi Rum en Jordania se utilizó para representar a Jedha. Pymmes Park en Edmonton, Londres, también se utilizó para la filmación de locaciones, y las escenas ambientadas en Yavin 4 se filmaron en Cardington Airfield.  Gareth Edwards seleccionó la estación Canary Wharf del metro de Londres como lugar para una escena de persecución en una base imperial; el rodaje de la ubicación se llevó a cabo entre la medianoche y las 4 a. m., cuando la estación estaba cerrada al público.
La película gastó un total estimado de $ 265 millones y recibió un subsidio de $ 45,5 millones del programa de incentivos cinematográficos del Reino Unido. 

### Posproducción
El 11 de febrero de 2016, los ejecutivos de Disney declararon que la película estaba "prácticamente completada". Varias semanas de regrabaciones programadas comenzaron en junio de 2016. Tony Gilroy, que era un escritor no acreditado de la película en ese momento, fue contratado para dirigir las regrabaciones y reelaborar aspectos de la película, lo que le valió un crédito de guion. Fue creado únicamente con herramientas digitales. 
Industrial Light & Magic (ILM) produjo los efectos visuales de la película. ILM usó imágenes de archivo CGI y alteradas digitalmente para insertar la imagen de Peter Cushing sobre el cuerpo del actor Guy Henry. Lucasfilm obtuvo el permiso de los herederos del difunto actor para incluirlo en la película. Según los informes, el equipo buscó incontables horas de metraje de Cushing para encontrar material de referencia adecuado, y Henry proporcionó la captura de movimiento y el trabajo de voz. Se mapeó un modelo digital de Cushing sobre la actuación de Henry como una máscara corporal digital. El equipo creativo estudió los gestos de Cushing, incluida su manera de hablar, y los aplicó al modelo digital de Tarkin. El patrimonio de Cushing estuvo muy involucrado en la creación y tuvo aportes hasta "pequeños y sutiles ajustes". Se utilizó un proceso similar en el retrato de la princesa Leia; La aparición de Carrie Fisher como Leia en la primera película se superpuso sobre el rostro de la actriz noruega Ingvild Deila y se usó un audio de archivo de Fisher diciendo "esperanza" para dar voz al personaje.
La posproducción terminó el 28 de noviembre de 2016.

## Música
En marzo de 2015, se informó que Alexandre Desplat, que había trabajado con Edwards en Godzilla (2014), componería la música de Rogue One,  y lo había confirmado en una entrevista en abril de 2016.  Como la nueva filmación de la película afectó el proceso de postproducción, Desplat optó por no participar en el proyecto debido a sus compromisos con la música de Valerian y la ciudad de los mil planetas (2017), y fue reemplazado por Michael Giacchino en septiembre de 2016.  Giacchino solo tuvo cuatro semanas y media para componer la música de la película, comenzando casi inmediatamente después de terminar la producción de Doctor Strange.  Además de componer temas originales, Giacchino incorporó en la partitura temas de John Williams de películas anteriores.  La banda sonora oficial fue lanzada por Walt Disney Records el 16 de diciembre de 2016.  El 11 de febrero de 2022 se lanzó una versión extendida de la banda sonora, que incluye demostraciones adicionales compuestas para la banda sonora de la película y pistas que no fueron incluido en el álbum o sin editar.  Mondo lanzó una edición en vinilo en marzo de 2022. 

## Marketing

### Promoción
La promoción de Rogue One se retrasó inicialmente con el lanzamiento de la película Mission: Impossible – Rogue Nation en julio de 2015, porque los títulos son similares. Paramount Pictures registró y autorizó el título con la Motion Picture Association of America en enero de 2015, mucho antes de que Disney anunciara el título de su próximo spin-off de Star Wars . Disney y Lucasfilm tuvieron que llegar a un acuerdo con Paramount sobre la promoción para evitar confusiones en el público. Disney acordó embargar la promoción de Rogue One hasta después de mediados de 2015, con la excepción de un adelanto muy breve que se proyectó en Star Wars Celebration en Anaheim ese año. 
Los críticos elogiaron un avance de Rogue One, lanzado por Lucasfilm el 7 de abril de 2016, por su interpretación de personajes femeninos fuertes. The Daily Telegraph describió al personaje de Jyn Erso como "una heroína pícara, al estilo Han Solo", calificando la película de "progresista", al tiempo que destacó su minuciosa fidelidad al estilo de diseño de producción de la trilogía original de Star Wars.  The Hollywood Reporter también notó los guiños visuales a la trilogía original y examinó la posible dirección narrativa de la película, considerando que el resultado ya se ha revelado hasta cierto punto en el texto inicial de Una nueva esperanza.  El escritor de The Atlantic David Sims afirmó que el tráiler trajo "algunas piezas arquitectónicas memorables, desde los pesados caminantes AT-AT hasta la propia Estrella de la Muerte, sin mencionar el glorioso vestuario de los años 70 de Star Wars". Añadió que el tráiler tiene "el aspecto", mezclando lo viejo con lo nuevo.  El tráiler fue visto cerca de 30 millones de veces en sus primeras 29 horas, a un ritmo de 800.000 visitas por hora, desde Facebook y YouTube, 200.000 visitas menos que el primer avance de Star Wars: El despertar de la fuerza estaba recibiendo en noviembre de 2014. 
En junio de 2016, Rogue One fue promocionado en el evento Star Wars Celebration Europe III en Londres. Durante el evento, se dio a conocer un nuevo póster oficial que muestra una batalla que tiene lugar en el planeta tropical Scarif, con la Estrella de la Muerte asomando en un cielo azul, encima del cual está impreso el lema "Una rebelión construida sobre la esperanza" . Un segundo avance se proyectó exclusivamente en el evento y recibió críticas favorables de los críticos; El Daily Telegraph señaló que el tráiler reveló nuevas localizaciones como los planetas Jedha y Scarif, y que su revelación más significativa se produjo en los últimos segundos del teaser, con la aparición de Darth Vader, reflejado en una pantalla de ordenador y acompañado de su clásico efecto de sonido de respiración. Variety también elogió la revelación de Vader y señaló que el énfasis de la producción estaba mucho más en la representación cinética de grandes secuencias de batalla y guerra total, comparándola con la epopeya de Francis Ford Coppola sobre la guerra de Vietnam de 1979, Apocalypse Now. También se mostró un showreel durante el evento, que incluía imágenes de la película, cortadas con tomas detrás de escena y entrevistas con el director y los miembros del elenco.  El segundo tráiler se mostró públicamente durante una transmisión de los Juegos Olímpicos de Verano de 2016 y recibió respuestas positivas; Wired declaró que el tráiler estaba "lleno de retrocesos nostálgicos a la trilogía original", mientras que Rolling Stone describió las tomas de paisajes CGI que se ven en el metraje como "increíblemente hermosas". 
Otro avance lanzado en octubre de 2016 llevó a The Hollywood Reporter a comentar que las imágenes recientemente reveladas parecían "un avance de una película diferente a la anunciada anteriormente", señalando que Jyn Erso parecía ser retratada como un personaje más vulnerable y destacando la aparición de Galen Erso como figura paterna protectora.  Vanity Fair también comentó sobre el énfasis dado a la relación de Jyn con su padre, sugiriendo que Rogue One estaba recurriendo al "mayor recurso natural de la franquicia Star Wars : los problemas con papá". 
La gira publicitaria de la película inició en México el 23 de noviembre de 2016. 
En Asia, Disney centró sus esfuerzos de marketing en Donnie Yen y su cartel individual se utilizó para marketing en territorios como Japón, Singapur, Indonesia, Tailandia, Hong Kong , China, Vietnam y Malasia. La página oficial de Facebook de Star Wars de los respectivos países asiáticos también presentó clips y vídeos de Donnie Yen hablando varios idiomas, saludando a los fans y diciéndoles que apoyen la película. Disney también lanzó varias versiones de avances internacionales con más imágenes de Yen. 

### Novelas relacionadas
Una novela relacionada con la película, Catalyst: A Rogue One Novel, se lanzó el 15 de noviembre de 2016.  Escrita por el veterano novelista de Star Wars James Luceno, la historia se desarrolla algunos años antes de los eventos de Rogue One, y proporciona una historia de fondo de la película de 2016.  La novelización de la película fue escrita por Alexander Freed y lanzada el 16 de diciembre de 2016. 
Meses después del estreno de la película, Lucasfilm Press publicó dos novelas más, tituladas Star Wars: Rebel Rising y Star Wars: Guardians of the Whills el 2 de mayo de 2017. Rebel Rising fue escrita por Beth Revis y explica lo que le sucedió a Jyn Erso entre el momento en que murió su madre y el día en que los agentes rebeldes la liberaron de un campo de trabajo imperial, un período que la película omite en sus primeros minutos.  Guardianes de los Whills fue escrito por el novelista y escritor de cómics Greg Rucka, y se centra en los personajes Chirrut y Baze, contando sus historias de fondo y dando más contexto a los eventos que sucedieron en Jedha antes de la ocupación imperial representada en el película.

### Comics
Meses después del estreno de la película, Marvel Comics adaptó la película a una miniserie de cómics de seis partes, que agrega contenido adicional.  La colección completa de la miniserie se lanzó el 12 de diciembre de 2017.
En agosto de 2017, IDW Publishing anunció que haría una adaptación de novela gráfica one-shot de la película, que se estrenó un día después del lanzamiento de la colección de miniseries de Marvel. A diferencia de la miniserie de Marvel, esta novela gráfica tendrá imágenes un poco más caricaturescas. 
En el mismo mes, Marvel Comics lanzó Star Wars: Rogue One – Cassian & K-2SO Special, un cómic one-shot de 40 páginas que se centra en el primer encuentro entre Cassian Andor y K-2SO. El cómic fue escrito por Duane Swierczynski y dibujado por Fernando Blanco.

### Videojuegos
En diciembre de 2016 se lanzó un paquete de expansión descargable para Star Wars Battlefront (2015), titulado Rogue One: Scarif, y se agregó contenido basado en la película, incluidos nuevos modos de juego, un mapa basado en el planeta Scarif y Jyn Erso y Orson Krennic como personajes jugables.  También se lanzó una misión de realidad virtual gratuita para PlayStation 4 junto con la expansión.  En abril de 2020 se lanzó una actualización gratuita para Star Wars Battlefront II (2017), que agrega un mapa de Scarif diferente y otro contenido inspirado en Rogue One.  Varios personajes y conceptos de la película también se incluyeron en los juegos móviles Star Wars: Force Arena, Star Wars Commander  y Star Wars: Galaxy of Heroes. 

## Lanzamiento

### Cines
Rogue One se estrenó en el Pantages Theatre de Los Ángeles el 10 de diciembre de 2016.  La película se estrenó en ciertos países europeos el 14 de diciembre de 2016, en Norteamérica el 16 de diciembre y en China el 6 de enero de 2017. 

### Medios domésticos
Rogue One fue lanzado en Digital HD el 24 de marzo de 2017 y por Walt Disney Studios Home Entertainment en Blu-ray, Blu-ray 3D y DVD el 4 de abril de 2017.  La película obtuvo unos ingresos de 81,1 millones de dólares con Casi 4 millones de unidades vendidas, lo que lo convierte en el tercer título más vendido de 2017 detrás de Moana y La Bella y la Bestia. 
Se lanzó en 4K por primera vez durante el lanzamiento de Disney+ y estuvo disponible en Digital Ultra HD al mismo tiempo. Fue lanzado para Ultra HD Blu-ray el 31 de marzo de 2020, aunque también se reeditó en Blu-ray y DVD.

### Relanzamiento en IMAX de 2022
Para promover el lanzamiento de Andor, Disney relanzó Rogue One en más de 150 salas IMAX en los Estados Unidos y Canadá el 26 de agosto de 2022, con una vista previa exclusiva de la serie Disney+ antes de su estreno de tres episodios el 21 de septiembre de 2022. 

## Recepción

### Taquilla
Rogue One recaudó 534,9 millones de dólares en Estados Unidos y Canadá, y 523,9 millones en otros países, para un total mundial de 1.059 millones de dólares.  Deadline Hollywood calculó las ganancias netas de la película en 319,6 millones de dólares, considerando los presupuestos de producción, el marketing, la participación de los artistas y otros costos; la recaudación en taquilla y los ingresos por medios domésticos la colocaron en tercer lugar en su lista de los "éxitos de taquilla más valiosos" de 2016. Fue la segunda película con más recaudación en 2016.

### Respuesta de la crítica
La película ha recibido críticas generalmente favorables, que elogian su estética y narrativa. En Rotten Tomatoes, la película tiene un índice de aprobación del 84% basado en 461 reseñas, con una calificación promedio de 7.5/10. El consenso crítico del sitio dice: «Rogue One se inspira profundamente en la mitología de Star Wars, a la vez que innova en narrativa y estética, y sugiere un futuro brillante para la franquicia».  En Metacritic, la película tiene una puntuación promedio ponderada de 65 sobre 100, basada en 51 críticos, lo que indica «críticas generalmente favorables».  El público encuestado por CinemaScore le dio a la película una calificación promedio de «A» en una escala de A+ a F, mientras que PostTrak informó que los espectadores le dieron una calificación general positiva del 91%.
El crítico de IGN, Eric Goldman, le dio a la película un 9 sobre 10, describiendo la narrativa de Rogue One, relacionada con la trama de Star Wars (1977), como una "táctica complicada", pero la elogió por su claridad y conexión. También disfrutó de la estética visual, que, en su opinión, contribuyó a establecer su propia identidad, y elogió las actuaciones de Jones, Luna y Tudyk. Le disgustó la conexión de la película con otras películas de Star Wars, y le disgustó el uso de efectos digitales para recrear un personaje de la trilogía original, calificándola de "valle inquietante".  Peter Travers, de Rolling Stone, afirmó que la película recuerda a la trilogía original y disfrutó de la dirección y el ritmo de Edward. Disfrutó especialmente de la actuación de Jones y de las secuencias de acción del tercer acto, aunque sintió que la exposición de la película debilitó ligeramente la interacción entre los personajes. Travers le otorgó 4 estrellas.  /Film calificó a Rogue One con un 8 sobre 10. El guionista Peter Sciretta disfrutó del tono más oscuro, las secuencias de acción y la banda sonora de Giacchino, y consideró que mejoró retroactivamente Star Wars al proporcionar contexto e historia adicionales. Sciretta deseó que la película se centrara en una mayor caracterización, que, en su opinión, se descuidó debido al reparto coral y la duración.

## Premios y nominaciones
| Año  | Premios                        | Categoría                                                             | Nominados                                                                                    | Resultado | Ref.    |
| ---- | ------------------------------ | --------------------------------------------------------------------- | -------------------------------------------------------------------------------------------- | --------- | ------- |
| 2017 | Premios Óscar                  | Mejor sonido                                                          | David Parker, Christopher Scarabosio y Stuart Wilson                                         | Nominado  | [ 111 ] |
| 2017 | Premios Óscar                  | Mejores efectos visuales                                              | Neil Corbould, Hal Hickel, John Knoll y Mohen Leo                                            | Nominado  | [ 111 ] |
| 2017 | British Academy Film Awards    | Mejor maquillaje y peluquería                                         | Amanda Knight, Neal Scanlan y Lisa Tomblin                                                   | Nominado  | [ 112 ] |
| 2017 | British Academy Film Awards    | Mejores efectos visuales                                              | Neil Corbould, Hal Hickel, John Knoll, Mohen Leo y Nigel Sumner                              | Nominado  | [ 112 ] |
| 2017 | Cinema Audio Society Awards    | Logro destacado en mezcla de sonido para una película: acción en vivo | Joel Iwataki, Nick Kray, David Parker, Frank Rinella, Christopher Scarabosio y Stuart Wilson | Nominado  | [ 113 ] |
| 2017 | Costume Designers Guild Awards | Excelencia en película de fantasía                                    | David Crossman y Glyn Dillon                                                                 | Nominado  | [ 114 ] |
| 2017 | Dragon Awards                  | Mejor película de ciencia ficción o fantasía                          | Rogue One                                                                                    | Nominado  | [ 115 ] |
| 2017 | Premios Empire                 | Mejor película                                                        | Rogue One                                                                                    | Ganador   | [ 116 ] |
| 2017 | Premios Empire                 | Mejor película de ciencia ficción/fantasía                            | Rogue One                                                                                    | Nominado  | [ 116 ] |
| 2017 | Premios Empire                 | Mejor actriz                                                          | Felicity Jones                                                                               | Ganador   | [ 116 ] |
| 2017 | Premios Empire                 | Mejor actor revelación                                                | Riz Ahmed                                                                                    | Nominado  | [ 116 ] |
| 2017 | Premios Empire                 | Mejor director                                                        | Gareth Edwards                                                                               | Ganador   | [ 116 ] |
| 2017 | Premios Empire                 | Mejor diseño de vestuario                                             | Rogue One                                                                                    | Nominado  | [ 116 ] |
| 2017 | Premios Empire                 | Mejor diseño de producción                                            | Rogue One                                                                                    | Nominado  | [ 116 ] |
| 2017 | Premios Empire                 | Mejor maquillaje y peluquería                                         | Rogue One                                                                                    | Nominado  | [ 116 ] |
| 2017 | Premios Empire                 | Mejores efectos visuales                                              | Rogue One                                                                                    | Nominado  | [ 116 ] |
| 2017 | Hugo Awards                    | Mejor presentación dramática - formato largo                          | Chris Weitz & Tony Gilroy                                                                    | Nominado  | [ 117 ] |
| 2017 | Location Managers Guild Awards | Localizaciones destacadas del cine de época                           | Mark Somner y David O'Reily                                                                  | Nominado  | [ 118 ] |
| 2017 | Location Managers Guild Awards | Comisión de Cine Destacada                                            | "Jedha" – Royal Film Commission Jordan                                                       | Ganador   | [ 118 ] |
| 2017 | MTV Movie & TV Awards          | Película del año                                                      | Rogue One                                                                                    | Nominado  | [ 119 ] |
| 2017 | MTV Movie & TV Awards          | Mejor héroe                                                           | Felicity Jones                                                                               | Nominado  | [ 119 ] |
| 2017 | Ray Bradbury Award             | Excelencia en presentación dramática                                  | Chris Weitz, Tony Gilroy y Gareth Edwards                                                    | Nominado  | [ 120 ] |
| 2017 | Premios Saturn                 | Mejor Director                                                        | Gareth Edwards                                                                               | Ganador   | [ 121 ] |
| 2017 | Premios Saturn                 | Mejor actor de reparto                                                | Diego Luna                                                                                   | Nominado  | [ 121 ] |
| 2017 | Premios Saturn                 | Mejor actriz                                                          | Felicity Jones                                                                               | Nominado  | [ 121 ] |
| 2017 | Premios Saturn                 | Mejor película de ciencia ficción                                     | Rogue One: A Star Wars Story                                                                 | Ganador   | [ 121 ] |
| 2017 | Premios Saturn                 | Mejor maquillaje                                                      | Amy Byrne                                                                                    | Nominado  | [ 121 ] |
| 2017 | Premios Saturn                 | Mejor escritura                                                       | Chris Weitz & Tony Gilroy                                                                    | Nominado  | [ 121 ] |
| 2017 | Premios Saturn                 | Mejor diseño de vestuario                                             | David Crossman & Glyn Dillon                                                                 | Nominado  | [ 121 ] |
| 2017 | Premios Saturn                 | Mejor diseño de producción                                            | Doug Chiang & Neil Lamont                                                                    | Nominado  | [ 121 ] |
| 2017 | Premios Saturn                 | Mejor edición                                                         | John Gilroy, Colin Goudie & Jabez Olssen                                                     | Nominado  | [ 121 ] |
| 2017 | Premios Saturn                 | Mejores efectos visuales/especiales                                   | John Knoll, Mohen Leo, Hal Hickel & Neil Corbould                                            | Ganador   | [ 121 ] |
| 2017 | Premios Saturn                 | Mejor música                                                          | Michael Giacchino                                                                            | Nominado  | [ 121 ] |
| 2017 | Teen Choice Awards             | Elección en película Sci-Fi                                           | Rogue One                                                                                    | Nominado  | [ 122 ] |
| 2017 | Teen Choice Awards             | Elección de actor en película Sci-Fi                                  | Diego Luna                                                                                   | Nominado  | [ 122 ] |
| 2017 | Teen Choice Awards             | Elección de actriz en película Sci-Fi                                 | Felicity Jones                                                                               | Nominado  | [ 122 ] |
| 2017 | Visual Effects Society Awards  | Efectos visuales excepcionales en una función fotorrealista           | Neil Corbould, Erin Dusseault, Hal Hickel, John Knoll y Nigel Sumner                         | Nominado  | [ 123 ] |
| 2017 | Visual Effects Society Awards  | Excelente actuación animada en una película fotorrealista             | "Grand Moff Tarkin" – Cyrus Jam, Sven Jensen, Jee Young Park y Steve Walton                  | Nominado  | [ 123 ] |
| 2017 | Visual Effects Society Awards  | Entorno creado excepcionalmente en una función fotográfica            | "Scarif Complex" – Enrico Damm, Yanick Dusseault, Kevin George y Olivier Vernay-Kim          | Nominado  | [ 123 ] |
| 2017 | Visual Effects Society Awards  | Cinematografía virtual excepcional en un proyecto fotorrealista       | "Space Battle" – Steve Ellis, Barry Howell, Euising Lee y John Levin                         | Nominado  | [ 123 ] |
| 2017 | Visual Effects Society Awards  | Modelo excepcional en un proyecto fotorrealista o animado             | "Princess Leia" – Paul Giacoppo, Gareth Jensen, James Tooley y Todd Vaziri                   | Nominado  | [ 123 ] |
| 2017 | Visual Effects Society Awards  | Modelo excepcional en un proyecto fotorrealista o animado             | "Star Destroyer" – Marko Chulev, Steven Knipping, Jay Machado y Akira Orikasa                | Nominado  | [ 123 ] |
| 2017 | Visual Effects Society Awards  | Simulaciones de efectos excepcionales en una función fotorrealista    | "Jedha Destruction" – Luca Mignardi, Ciaran Moloney, Matt Puchala y Miguel Perez Senent      | Nominado  | [ 123 ] |

## Precuela
El 8 de noviembre de 2018, se anunció que una serie precuela de acción real estaba oficialmente en desarrollo y se emitiría en el servicio de streaming de Disney, Disney+. La serie se desarrolla cinco años antes de los eventos de Rogue One y se centra en Cassian Andor, con Diego Luna repitiendo el papel.  La primera temporada se estrenó el 21 de septiembre de 2022 y se centra en el inicio de Cassian en la Rebelión.  La segunda temporada se estrenó el 22 de abril de 2025.